# Taylorella equigenitalis
Taylorella equigenitalis ist eine Art aus der Gattung Taylorella aus der Familie der Alcaligenaceae, die zur Ordnung Burkholderiales gehört.
Es verursacht bei Pferden die Geschlechtskrankheit Ansteckende Gebärmutterentzündung des Pferdes.

## Merkmale
Taylorella equigenitalis ist wie viele Proteobakterien gramnegativ. Die Form der Zellen ist kokkoid bis stäbchenförmig. Das Bakterium besitzt keine Geißeln, es kann sich nicht aktiv fortbewegen. Des Weiteren ist es ohne Sauerstoff nicht lebensfähig, also obligat aerob.
Der Oxidase-Test verläuft positiv, Katalase wird ebenfalls produziert.
Die optimale Temperatur zur Kultivierung im Labor liegt bei 37 °C. Nach 48 Stunden bilden sich runde, glänzende Kolonien die eine glatte Oberfläche besitzen. Die Farbe der Kolonien ist gräulich und kann später in gelb-braun wechseln.

## Systematik
Taylorella equigenitalis Typusart der Gattung. Ursprünglich wurde die Art als Haemophilus equigenitalis (Pasteurellaceae) bezeichnet und zu den Gamma-Proteobakterien gestellt. Aufgrund von Untersuchungen der DNA wurde sie später als Taylorella equigenitalis in die Familie Alcaligenaceae der Betaproteobakterien gestellt. Nahe phylogenetische Verwandtschaft innerhalb der Familie besteht zu den Arten Alcaligenes xylosoxidans und Bordetella bronchiseptica. Letztere Art ist ebenfalls ein wichtiger Erreger von verschiedenen Tierkrankheiten.